# Warsaw Philharmonic Choir: Kolędy
Warsaw Philharmonic Choir: Kolędy – album z kolędami w wykonaniu Chóru Filharmonii Narodowej pod dyrekcją prof. Henryka Wojnarowskiego, a capella bądź z akompaniamentem fortepianu (Ewa Wilczyńska) i organowymi improwizacjami Juliana Gembalskiego. Krążek został wydany 6 listopada 2015 przez Warner Classics. Płyta uzyskała nominacje do nagrody Fryderyka 2016 w kategorii Album Roku – Muzyka Chóralna, Oratoryjna i Operowa.

## Wykonawcy
- Chór Filharmonii Narodowej pod dyr. Henryka Wojnarowskiego
- Julian Gembalski (organy)
- Ewa Wilczyńska (fortepian)
- soliści: Magdalena Dobrowolska, Monika Dobrzyńska-Krysiak, Anna Fijałkowska, Justyna Jedynak-Obłoza, Kinga Łukasik, Samitra Suwannarit, Barbara Szczerbaczewicz, Tomasz Warmijak, Przemysław Żywczok

## Lista utworów
1. Improwizacje Julian Gembalski 6'51
2. Z narodzenia Pana 1'39
3. Wśród nocnej ciszy 3'21
4. Lulajże Jezuniu 3'14
5. Sreca ludzkie się radują 1'58
6. Jezus malusieńki 3'06
7. Nad stajenką gwiazda płonie 1'45
8. Święta Panienka 3'06
9. Za gwiazdą 1'37
10. Bóg się rodzi 2'19
11. Improwizacje Julian Gembalski	6'32
12. Gdy śliczna Panna 3'22
13. Cicho, cyt… 3'42
14. Cicha noc 3'10
15. Anioł zawołał 2'11
16. Niebo Cię zesłało 3'16
17. Serce me jest jak Betlejem 1'34
18. Bracia patrzcie jeno 1'57
19. Niemowlątko na słomie 4'07
20. Hej bracia 2'48
21. Improwizacje Julian Gembalski 3'43
22. Dzisiaj w Betlejem 1’14
23. Jezusek czuwa 1'56
24. Mizerna cicha 2'25
25. W żłobie leży 3'03
26. Gdy się Chrystus rodzi 2'18